# Ismail Rafaat
Ismail Rafaat (3 gennaio 1912 – 2004) è stato un calciatore egiziano, di ruolo centrocampista.

## Carriera
Prese parte con la Nazionale egiziana ai Mondiali del 1934.